# Усть-Анзас
Усть-Анзас (шор. Аңыс-пелтири) — посёлок в Таштагольском районе Кемеровской области. Входит в Шерегешское городское поселение.

## История
Удобное местоположение на протяжении не менее 5 тысяч лет назад привлекло древнее население в эти места — с эпохи бронзы вплоть до современности.
В эпоху средневековья через Усть-Анзас проходил торговый путь из енисейских степей в верховья Бии и далее в Монголию и Казахские степи. Иногда это называют северным ответвлением Великого шёлкового пути. Об этих событиях свидетельствует реконструкция захоронения Кыргызского воина на верхней надпойменной террасе экомузея «Тазгол».
На основании раскопок археологов было выявлено более 100 памятников разных эпох в окрестностях и в самом Усть-Анзасе. Практически все удобные береговые террасы всегда были обитаемы и только после закрытия колхозов в 1960-х годах обезлюдели.
Первое документальное упоминание об улусе Усть-Анзас относится к XVIII веку, когда он впервые упоминается в ревизских сказках (ясачных списках) архива Томской губернии.
С середины XIX века улус Усть-Анзасский отмечен во всех учётных списках и в отчётах всех научных экспедиций.
Летом 1879 года начинается обустройство Усть-Анзасского стана. В 1880 году построен дом для миссионера, в котором после революции был размещён сельсовет, а затем — школа. В 1882 году был возведён Троицкий храм, который после событий 1917 года сначала попытались приспособить под клуб, а затем — под ферму для разведения кроликов, после чего в 1930-е годы разобрали, распилив брёвна на дрова.
Во времена СССР — центр Усть-Анзасского сельсовета Таштагольского горисполкома. Объединял населённые пункты: Усть-Ортон, Ильинка, Большой Ортон, Викторьевка, Верхний Анзас, Суета, Сача, Большой Кезек, Дальний Кезек, За-Мрассу, Парушка, Согус, Средний Чилей, Трёхречье, Уйнак, Учас, Фёдоровка, Чазы-Бук и Чёрная Речка. В 1968 году общая численность жителей населённых пунктов относящихся к Усть-Анзасскому сельсовету составляла 1623 жителя. Имелось 337 хозяйств.
В посёлке имелись восьмилетняя школа, библиотека, медпункт, сельсовет.

## География
Посёлок расположен на северо-востоке района в месте впадения реки Анзас в Мрас-Су, на территории Шорского национального парка.
Историческая часть посёлка находится на левом, пологом берегу Анзаса. На правом крутом берегу выделяются две группы жилых усадеб: Кабакташ и Мочаколь, которые относят к середине XX века.
Центральная часть населённого пункта расположена на высоте 435 метров над уровнем моря.
В посёлке две улицы — Мира и Советская.

## Инфраструктура
В посёлке есть отделение почтовой связи, библиотека, два частных магазина.
Электричество включают на несколько часов в сутки. В остальное время электроснабжение хозяйств осуществляется от собственных генераторов.

## Связь
В Усть-Анзасе имеется таксофон спутниковой связи. Ранее связь осуществлялась с помощью телеграфного аппарата.
Мобильная связь отсутствует.

## Экономика
Жители занимаются животноводством, коневодством, рыболовством, сбором ягод, грибов, ореха.
Развит туризм. Имеется гостевой дом при музее.

## Культура
Усть-Анзас известен музеем под открытым небом «Тазгол», описывающим жизнь и быт коренного населения Кузбасса — шорцев, который получил своё название в память об улусе Тазгол, существовавшем здесь до середины XX века.

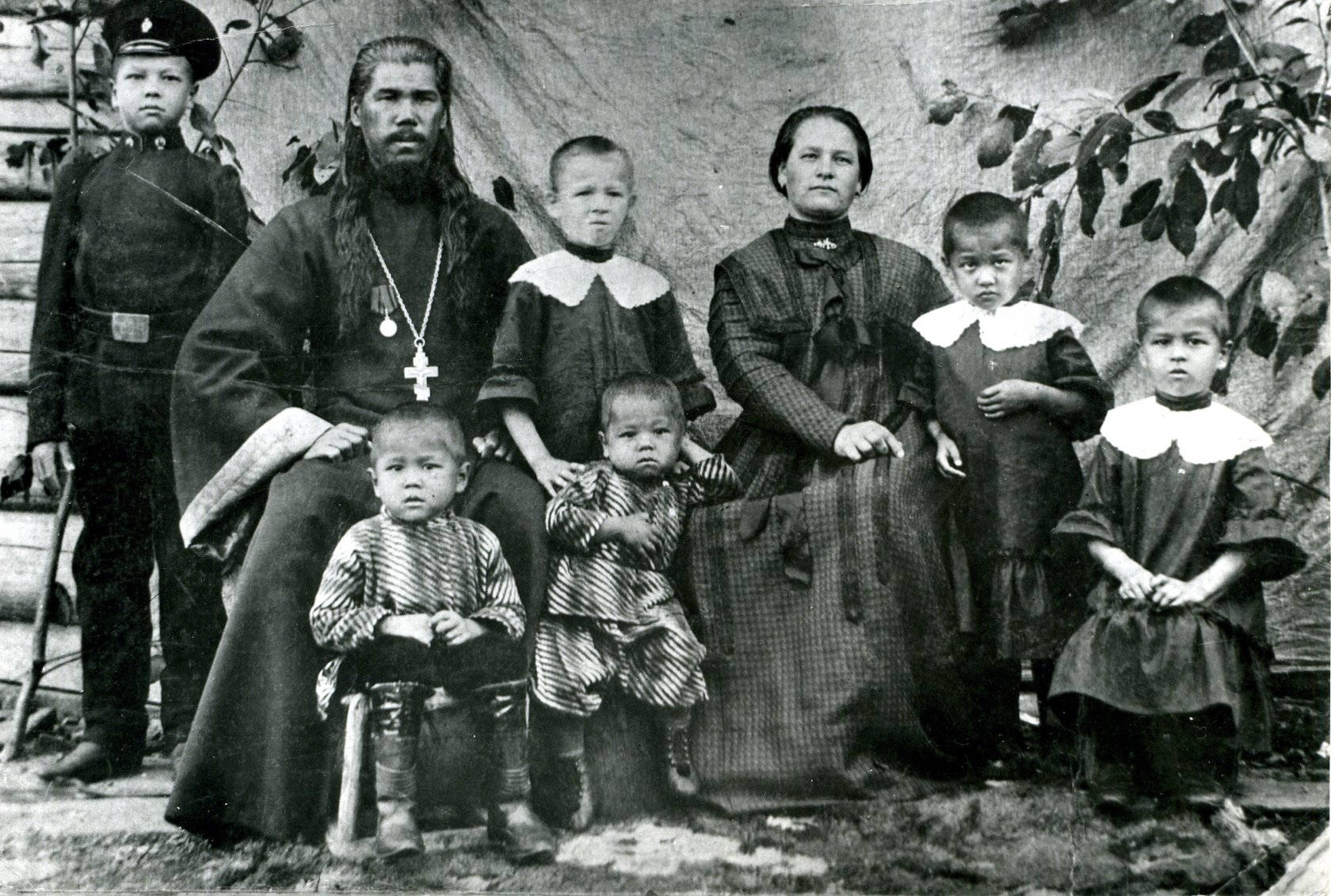
Предстоятель Мрасского отделения Алтайской духовной миссии, миссионер Павел Кадымаев с семьёй

В центре посёлка на прибрежном склоне горы Кайчак (второй надпойменной террасе реки Мрас-Су) располагаются реконструированные средневековый кыргызский могильник и улус предков шорцев — каргинцев с жилищами, плавильными печами, кузницей, охотничье-промысловым станом и культовой поляной.

Слева отчётливо виден Троицкий Храм утраченный в 30-е годы, справа от него — дом миссионера Кадымаева (сохранился до наших дней).

В настоящее время историческая архитектурно-планировочная целостность посёлка со стороны реки Мрас-Су нарушена из-за утраты деревянного Троицкого храма (разобран в 1930-е годы). В то же время сохранился комплекс памятников архитектуры и быта: дом миссионера Павла Кадымаева конца XIX века, дом псаломщика начала XX века, дом плотника Иванова начала XX века, дом паштыка — сельского старосты начала XX века (бывший дом торговца «Пай Степана»), хозяйственные амбары, традиционная утварь. В устье и в среднем течении реки Анзас по притоку горной речки Шимтилыгол сохранились отвалы золотых приисков начала XX века.

Миссионерский стан в Усть-Анзасе. 1927 год

За пределами центра, к востоку от здания сельской администрации, вдоль надпойменной террасы реки Анзас, сохранилась трассировка прежней улицы Нахаловки, основанной в начале XX века русскими золотоискателями.
Имеется храм Святой Троицы. 

## Транспорт
Добраться до посёлка можно по гравийной дороге протяжённостью 60 километров, которая пролегает из Шерегеша до посёлка За-Мрассу и включает в себя три перевала и семь капитальных мостов. Далее переправиться через реку Мрас-Су на лодке. В летний период действует водный маршрут Усть-Кабырза — Усть-Анзас.
Имеется вертолётная площадка. Из Таштагола в посёлок один раз в неделю (по понедельникам) совершает рейсы вертолёт Ми-8 ООО «Аэрокузбасс», совершающий также рейсы в другие труднодоступные удалённые шорские посёлки.
В дальнейшем через посёлок планируется проложить участок федеральной автомобильной трассы Аскиз (Хакасия) — Турочак (Республика Алтай) — Телецкое озеро, что значительно увеличит рекреационные возможности территории и экомузея.

## Население
В 1900 году проживало 177 жителей, в 1968 году — 234 жителя.

По данным Всероссийской переписи населения 2010 года в посёлке Усть-Анзас проживает 87 человек.
| 1900 | 1968 | 1985 | 2000 | 2010 |
| ---- | ---- | ---- | ---- | ---- |
| 177  | 234  | 154  | 122  | 87   |

## Известные люди
- Тудегешева, Тайана Васильевна (1957—2022) — шорская поэтесса (девичья фамилия Каныштарова). Лауреат премии Кузбасса. Лауреат журнала «Огни Кузбасса». Дипломант Международной литературной премии имени П. П. Ершова.